# Imigração portuguesa na Letónia
Os Portugueses na Letônia ( em letão:  Portugāļi Latvijā) são cidadãos e residentes da Letónia de ascendência portuguesa
Os portugueses na Letónia (também conhecidos como Comunidade portuguesa na Letónia / Luso-letões ) são os cidadãos ou residentes da Letónia cujas origens étnicas residem em Portugal.
Os letões portugueses são cidadãos nascidos em Portugal com cidadania letã ou cidadãos nascidos na Letónia de ascendência ou cidadania portuguesa.
Havia 67 portugueses residentes na Letónia em 2022. Além disso, é de salientar que 12 portugueses adquiriram a cidadania letã desde 2008. Os portugueses constituem aproximadamente 0,004% da população do país .

## História

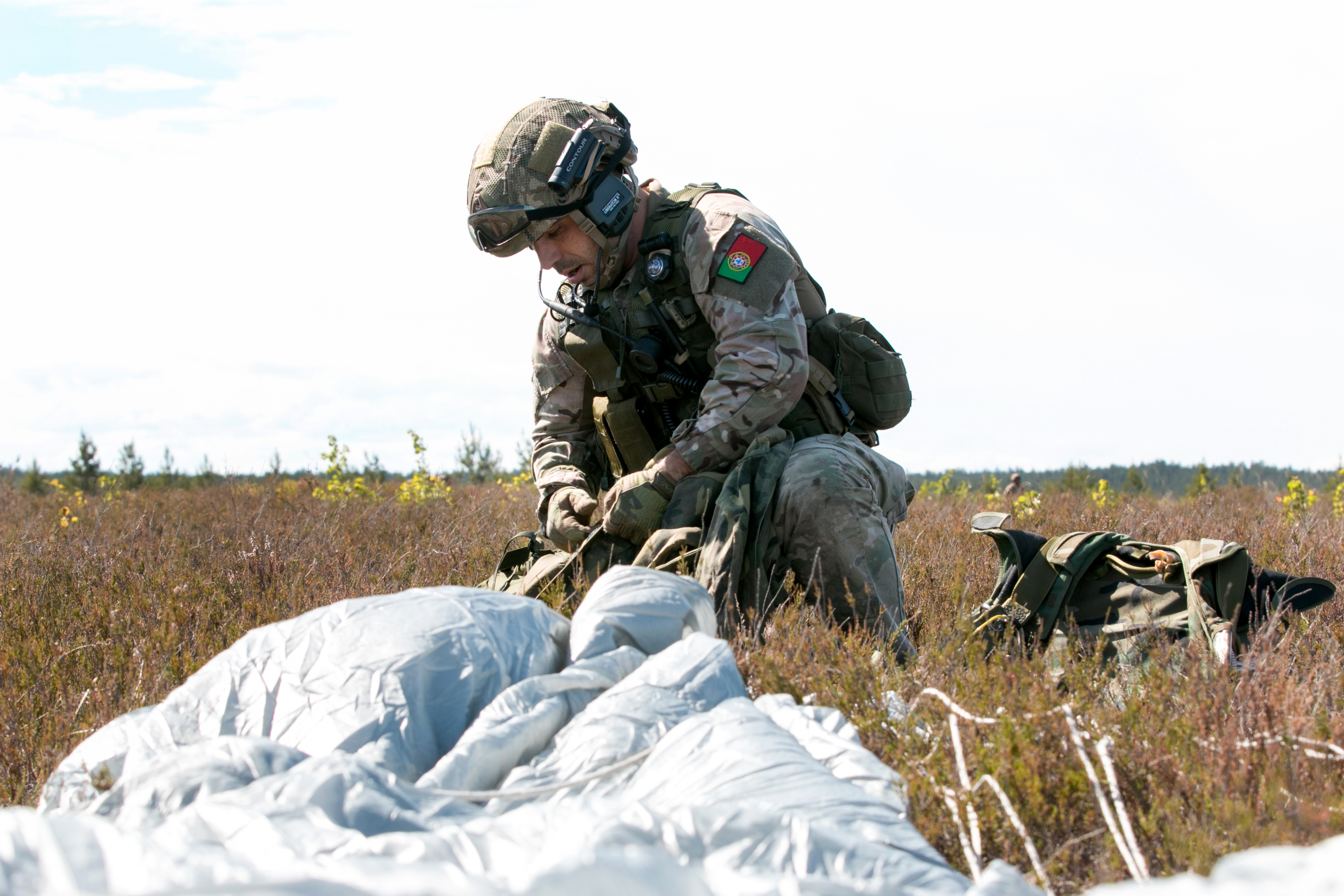
Um português recolhe o seu pára-quedas e equipamento após aterrar na Base Adazi, na Letónia, após realizar um salto de alta altitude e abertura baixa (HALO) durante o Saber Strike.

A história da comunidade portuguesa na Letónia é muito recente. Ambos os países são membros da UE e também da NATO . Eles também compartilham uma moeda comum . Muitos portugueses residem temporariamente na Letónia devido às operações da NATO no país ou por motivos de negócios. Os dois países desfrutam de relações amistosas e de confiança mútua, testemunhando também o aumento do comércio.

## Futebolistas
Nos últimos anos, alguns jogadores de futebol portugueses com experiência internacional transferiram-se para a Letónia para integrar clubes letões. Como exemplo, no ano de 2023, o futebolista luso-brasileiro Matheus Clemente compete pelo FK Auda.

## Remessas

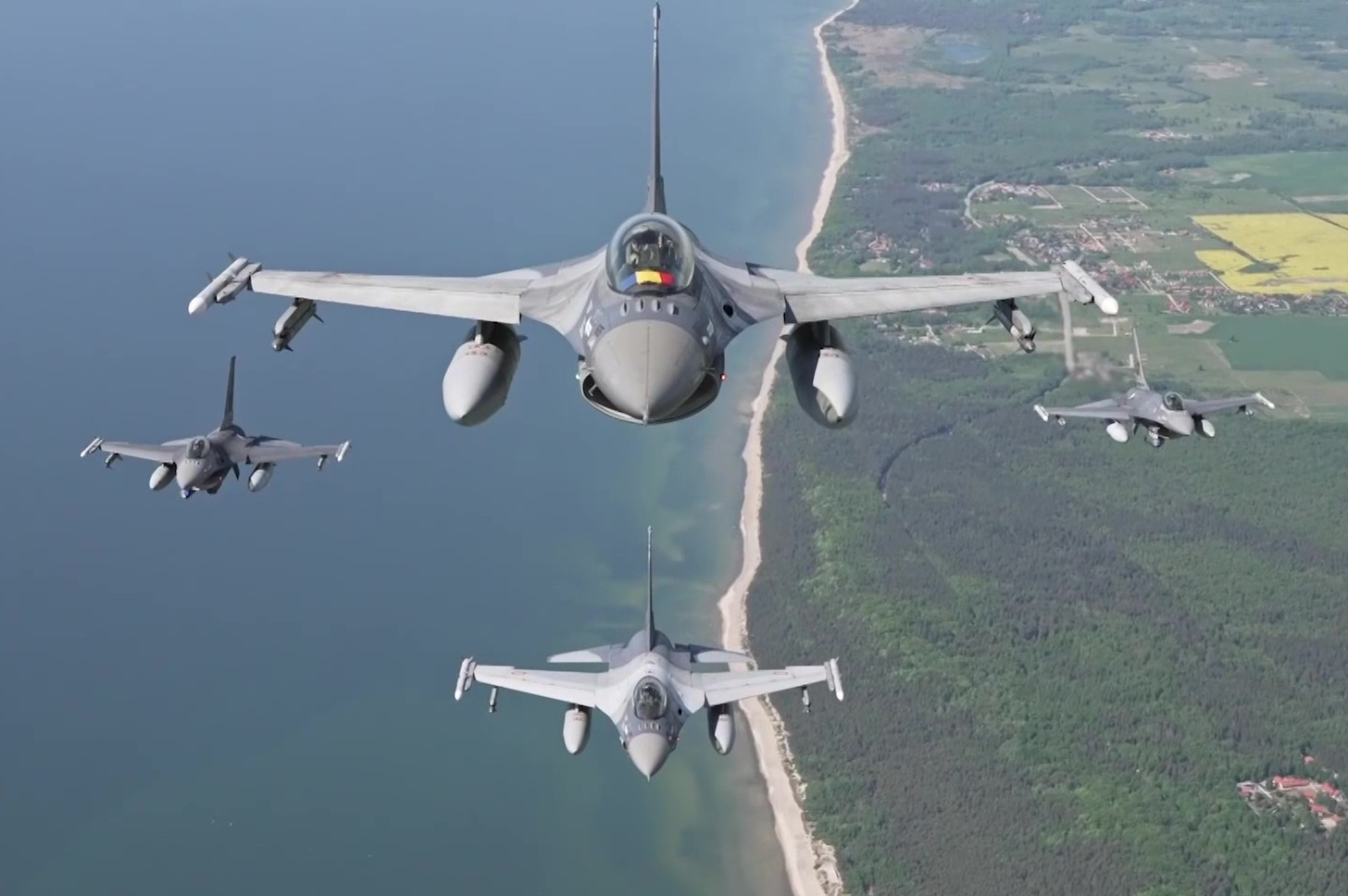
Patrulhas F-16 romenas e portuguesas ajudam a proteger os céus da Estónia, Letónia e Lituânia como parte do Policiamento Aéreo do Báltico (BAP) da OTAN

A comunidade portuguesa na Letónia mantém laços sólidos com o seu país de origem e, entre os anos 2000 e 2021, transferiu cerca de 3,52 milhões de euros para Portugal em remessas . No mesmo período, os cidadãos letões em Portugal (cerca de 750 indivíduos)  enviaram aproximadamente 19,41 milhões de euros de volta  para a Letónia.

## Língua portuguesa
Hoje em dia, os portugueses fazem parte de uma comunidade mais ampla de lusófonos na Letónia, que inclui cerca de 10 indivíduos dos PALOP (sendo a maioria de Angola), Timor-Leste ou Macau e cerca de 200 brasileiros . As pessoas originárias dos países da CPLP totalizam cerca de 280 pessoas, o que corresponde a 0,01% da população da Letónia .
É relevante observar que, de acordo com os resultados do inquérito Eurobarómetro de 2012, aproximadamente 0,1% da população da Letónia dominava o idioma português. Isso implica que o país pode abrigar até 2.000  falantes de português, e o interesse pela língua no país continua presente.

## Personalidades destacadas
- Laura de Carvalho Rizzotto (1994): cantora, compositora, pianista e violonista letão-brasileira de ascendência portuguesa. Ela representou a Letónia no Festival Eurovisão da Canção 2018 em Lisboa